# ناپاسکیاک (آلاسکا)
ناپاسکیاک (به انگلیسی: Napaskiak) شهری در ناحیه سرشماری بتل ایالت آلاسکا است که جمعیت آن در سرشماری سال ۲۰۰۰ میلادی ۳۹۰ نفر بوده‌است.